# Joris en de geheimzinnige toverdrank
Joris en de geheimzinnige toverdrank (oorspronkelijke titel: George's Marvellous Medicine) is een boek van Roald Dahl uit 1981. Het verhaal gaat over een jongen, Joris, die een toverdrank brouwt om zijn chagrijnige en gemene grootmoeder een lesje te leren.

## Verhaal
Grootmoeder woont bij Joris zijn ouders op de boerderij van zijn vader en is een humeurige ouwe tang die Joris alleen maar bang probeert te maken als zijn ouders er niet bij zijn. Ze zit verder voortdurend op hem te vitten en te mopperen. Joris' moeder accepteert dit gelaten (grootmoe is haar moeder) maar zijn vader heeft bijna een even grote hekel aan grootmoeder.
Op een dag brouwt Joris een drank om die aan grootmoeder te geven in plaats van haar medicijn. De ingrediënten haalt hij overal uit het huis vandaan: haarlak, dierenmedicijnen, schoonmaakmiddelen, motorolie, bruine verf (voor de kleur) en nog veel meer. Alleen het medicijnkastje laat hij ongeroerd omdat hij zijn ouders heeft beloofd niet in het medicijnkastje te komen.
Het effect is verbazend: grootmoeder wordt zo groot als een huis en groeit dwars door het plafond en dak heen, terwijl haar voeten nog in de woonkamer staan. Joris' vader is meteen enthousiast en voert het aan de dieren zodat ze al snel enorme paarden en koeien hebben. Het middel gaat schoon op die dag en niemand denkt meer aan grootmoeder. Ze is zo groot dat ze met een hijskraan het huis uit getakeld moet worden en ze moet in de hooischuur slapen tussen de muizen en ratten.
De volgende dag wil vader nog meer toverdrank maken om die aan andere boeren te kunnen verkopen, maar Joris weet het recept niet meer. Vader probeert het aan de hand van het aantal lege blikken te achterhalen, maar het lukt niet om de eerste toverdrank na te maken. Toverdrank nummer 2 wordt aan een kip gevoerd en geeft haar lange poten, toverdrank nummer 3 geeft een lange nek. Toverdrank nummer 4 doet het tegengestelde van wat nummer 1 deed: hij laat de dieren krimpen.
Grootmoeder ziet Joris en zijn vader met de drank rommelen en wordt nijdig. Niemand denkt aan haar, ze heeft niet fatsoenlijk gegeten of geslapen, en niemand maakt zelfs nog wat te eten voor haar. Kwaad drinkt ze de drank op, denkend dat het thee is (aangemoedigd door Joris´ vader), en krimpt ten gevolge hiervan tot ze verdwijnt. Het geheim van de drank wordt niet achterhaald, maar Joris is in ieder geval van zijn vervelende grootmoeder af. Hij beseft dat hij aan een wondere wereld heeft mogen tippen...

## Trivia
- Nadat toverdrank nummer 3 ook niet dezelfde blijkt te zijn als toverdrank nummer 1, merkt Joris op dat hij bij de vorige drank de motorolie en antivries vergeten was. Er is echter nóg een ingrediënt uit de garage dat in de eerste drank zat, namelijk smeervet. Dit verklaart mogelijk waardoor ook de vierde drank niet dezelfde werking heeft als de eerste. Een andere verklaring is dat de lege blikken en flesjes niet per se vol hoeven te zijn geweest toen Joris ze gebruikte, waardoor de verhoudingen hoogstwaarschijnlijk ook niet meer klopten.
- De Engelse versie had een disclaimer die waarschuwde tegen pogingen het drankje te imiteren en zelf op te drinken of aan iemand toe te dienen. Een toxicologisch onderzoek wees uit dat een drank uit de in het boek genoemde ingrediënten zeer giftig is en onder andere misselijkheid, diarree, nierschade, onderdrukking van het centraal zenuwstelsel, stuiptrekkingen, inwendige schade aan spijsverteringskanaal en organen, longschade en hartfalen kan veroorzaken.[1]